# トーマス・エンクビスト
カール・ヨハン・トーマス・エンクビスト（Karl Johan Thomas Enqvist, 1974年3月13日 - ）は、スウェーデン・ストックホルム出身の男子プロテニス選手。1999年の全豪オープン男子シングルス準優勝者。シングルス自己最高ランキングは4位。ATPツアーでシングルス19勝、ダブルス1勝を挙げた。身長190cm、体重88kg。右利き、バックハンド・ストロークは両手打ち。「トーマス・エンクイスト」と表記されることも多い。

## 来歴
1991年全豪オープンと1991年ウィンブルドン選手権のジュニアシングルスに優勝し同年にプロに転向。4大大会では1992年全豪オープンで初出場した。1992年10月にボルツァノ大会でツアー初優勝。1995年に世界ランキングを60位から7位に上げ、最も上達した選手賞を受賞した。この年から男子国別対抗戦デビスカップスウェーデン代表選手となる。
1996年全豪オープンで初めて4大大会ベスト8に進出。アトランタ五輪にも出場した。同年のデビスカップでスウェーデン代表は決勝まで進出し、エンクビストはシングルスで2勝を挙げたが、フランスに2勝3敗で敗れた。
1999年全豪オープンで、エンクビストは初めて4大大会決勝進出を果たしたが、その道程で地元オーストラリア選手を2試合連続で破り、3回戦ではパトリック・ラフターを、4回戦ではマーク・フィリプーシスを破った。決勝戦の相手は1996年全仏オープン優勝者エフゲニー・カフェルニコフであったが、エンクビストは6-4, 0-6, 3-6, 6-7でカフェルニコフに敗れて準優勝に終わった。
エンクビストは怪我に悩まされるようになり2001年ウィンブルドン選手権でベスト8に進出したが、2002年2月のオープン13が最後のツアー優勝になった。2005年11月のルクセンブルクでの大会が最後のトーナメント出場になり2006年4月、32歳で現役引退を表明した。
エンクビストは2010年からデビスカップスウェーデン代表の監督を務めている。

## ATPツアー決勝進出結果

### シングルス: 26回 (19勝7敗)
| 大会グレード                                  |
| グランドスラム (0-1)                          |
| テニス・マスターズ・カップ (0-0)              |
| ATPマスターズシリーズ (3-1)                   |
| ATPインターナショナルシリーズ・ゴールド (2-1) |
| ATPインターナショナルシリーズ (14–4)          |

| サーフェス別タイトル |
| ハード (13–7)        |
| クレー (2-0)         |
| 芝 (0-0)             |
| カーペット (4-0)     |

| 結果   | No. | 決勝日         | 大会                 | サーフェス        | 対戦相手                   | スコア                       |
| ------ | --- | -------------- | -------------------- | ----------------- | -------------------------- | ---------------------------- |
| 優勝   | 1.  | 1992年10月19日 | ボルツァノ           | カーペット (室内) | アルノー・ブッチ           | 6–1, 1–6, 7–6(9–7)           |
| 優勝   | 2.  | 1993年8月30日  | スケネクタディ       | ハード            | ブレット・スティーブン     | 4–6, 6–3, 7–6(7–0)           |
| 優勝   | 3.  | 1995年1月16日  | オークランド         | ハード            | チャック・アダムス         | 6–2, 6–1                     |
| 優勝   | 4.  | 1995年2月27日  | フィラデルフィア     | カーペット (室内) | マイケル・チャン           | 0–6, 6–4, 6–0                |
| 優勝   | 5.  | 1995年5月15日  | パインハースト       | クレー            | ハビエル・フラナ           | 6–3, 3–6, 6–3                |
| 準優勝 | 1.  | 1995年8月7日   | ロサンゼルス         | ハード            | ミヒャエル・シュティヒ     | 7–6(9–7), 6–7(4–7), 2–6      |
| 優勝   | 6.  | 1995年8月21日  | インディアナポリス   | ハード            | ベルント・カールバッハ     | 6–4, 6–3                     |
| 優勝   | 7.  | 1995年11月13日 | ストックホルム       | ハード (室内)     | アルノー・ブッチ           | 7–5, 6–4                     |
| 優勝   | 8.  | 1996年4月15日  | ニューデリー         | ハード            | バイロン・ブラック         | 6–2, 7–6(7–3)                |
| 優勝   | 9.  | 1996年11月4日  | パリ                 | カーペット (室内) | エフゲニー・カフェルニコフ | 6–2, 6–4, 7–5                |
| 優勝   | 10. | 1996年11月11日 | ストックホルム       | ハード (室内)     | トッド・マーティン         | 7–5, 6–4, 7–6(7–0)           |
| 優勝   | 11. | 1997年2月17日  | マルセイユ           | ハード (室内)     | マルセロ・リオス           | 6–4, 1–0, 途中棄権           |
| 準優勝 | 2.  | 1997年7月28日  | ロサンゼルス         | ハード            | ジム・クーリエ             | 4–6, 4–6                     |
| 優勝   | 12. | 1998年2月9日   | マルセイユ           | ハード (室内)     | エフゲニー・カフェルニコフ | 6–4, 6–1                     |
| 準優勝 | 3.  | 1998年3月2日   | フィラデルフィア     | ハード (室内)     | ピート・サンプラス         | 5–7, 6–7(3–7)                |
| 優勝   | 13. | 1998年5月4日   | ミュンヘン           | クレー            | アンドレ・アガシ           | 6–7(4–7), 7–6(8–6), 6–3      |
| 優勝   | 14. | 1999年1月11日  | アデレード           | ハード            | レイトン・ヒューイット     | 4–6, 6–1, 6–2                |
| 準優勝 | 4.  | 1999年2月1日   | 全豪オープン         | ハード            | エフゲニー・カフェルニコフ | 6–4, 0–6, 3–6, 6–7(1–7)      |
| 優勝   | 15. | 1999年11月1日  | シュトゥットガルト   | ハード (室内)     | リカルト・クライチェク     | 6–1, 6–4, 5–7, 7–5           |
| 優勝   | 16. | 1999年11月15日 | ストックホルム       | ハード (室内)     | マグヌス・グスタフソン     | 6–3, 6–4, 6–2                |
| 準優勝 | 5.  | 2000年1月10日  | アデレード           | ハード            | レイトン・ヒューイット     | 6–3, 3–6, 2–6                |
| 準優勝 | 6.  | 2000年3月20日  | インディアンウェルズ | ハード            | アレックス・コレチャ       | 4–6, 4–6, 3–6                |
| 優勝   | 17. | 2000年8月7日   | シンシナティ         | ハード            | ティム・ヘンマン           | 7–6(7–5), 6–4                |
| 準優勝 | 7.  | 2000年8月27日  | ロングアイランド     | ハード            | マグヌス・ノーマン         | 3–6, 7–5, 5–7                |
| 優勝   | 18. | 2000年10月30日 | バーゼル             | カーペット (室内) | ロジャー・フェデラー       | 6–2, 4–6, 7–6(7–4), 1–6, 6–1 |
| 優勝   | 19. | 2002年2月18日  | マルセイユ           | ハード (室内)     | ニコラ・エスクード         | 6–7(4–7), 6–3, 6–1           |

### ダブルス: 1回 (1勝0敗)
| 結果 | No. | 決勝日        | 大会       | サーフェス    | パートナー           | 対戦相手                                  | スコア   |
| ---- | --- | ------------- | ---------- | ------------- | -------------------- | ----------------------------------------- | -------- |
| 優勝 | 1.  | 1997年2月10日 | マルセイユ | ハード (室内) | マグヌス・ラーション | オリビエ・ドレートル ファブリス・サントロ | 6–3, 6–4 |

## 4大大会シングルス成績
略語の説明
| W | F | SF | QF | #R | RR | Q# | LQ | A | Z# | PO | G | S | B | NMS | P | NH |

W=優勝, F=準優勝, SF=ベスト4, QF=ベスト8, #R=#回戦敗退, RR=ラウンドロビン敗退, Q#=予選#回戦敗退, LQ=予選敗退, A=大会不参加, Z#=デビスカップ/BJKカップ地域ゾーン, PO=デビスカップ/BJKカッププレーオフ, G=オリンピック金メダル, S=オリンピック銀メダル, B=オリンピック銅メダル, NMS=マスターズシリーズから降格, P=開催延期, NH=開催なし.
| 大会           | 1991 | 1992 | 1993 | 1994 | 1995 | 1996 | 1997 | 1998 | 1999 | 2000 | 2001 | 2002 | 2003 | 2004 | 2005 | 通算成績 |
| -------------- | ---- | ---- | ---- | ---- | ---- | ---- | ---- | ---- | ---- | ---- | ---- | ---- | ---- | ---- | ---- | -------- |
| 全豪オープン   | LQ   | 2R   | 1R   | 2R   | 3R   | QF   | 4R   | 2R   | F    | 1R   | A    | 2R   | 1R   | 3R   | 1R   | 21–12    |
| 全仏オープン   | A    | A    | 1R   | 1R   | 1R   | 1R   | A    | 3R   | 2R   | 3R   | 4R   | 2R   | 1R   | 3R   | 1R   | 11–12    |
| ウィンブルドン | LQ   | A    | 1R   | A    | 1R   | 2R   | A    | 3R   | 3R   | 4R   | QF   | 2R   | 1R   | 3R   | 1R   | 15–11    |
| 全米オープン   | A    | LQ   | 4R   | 3R   | 2R   | 4R   | A    | A    | 1R   | 4R   | 1R   | 3R   | 2R   | 2R   | A    | 16–10    |